# HIPPI
HIPPI, abreviação de High Performance Parallel Interface (em português Interface Paralela de Alto Desempenho), é um barramento de computador para conexão de dispositivos de armazenamento de alta velocidade a supercomputadores, em um enlace ponto a ponto. Era popular, no final da década de 1980 e meados da década de 1990, mas desde então foi substituído por interfaces padrão cada vez mais rápidas, como Fibre channel e Ethernet 10 Gigabit.
O primeiro padrão HIPPI definiu um cabo de par trançado de 50 fios, operando a 800 Mbit/s (100 MB/s) com alcance máximo limitado a 25 metros, mas logo foi atualizado para incluir um modo de 1600 Mbit/s (200 MB/s) em execução no cabo de fibra óptica HIPPI serial, com um alcance máximo de 10 quilômetros.
O uso de HIPPI diminuiu no final dos anos 90. Isso ocorreu em parte porque o Ultra3 SCSI oferecia taxas de 320 MB/s e estava disponível em praticamente qualquer loja de computadores a preços de commodities. Enquanto isso, o Fibre Channel oferecia interconexão simples com HIPPI e SCSI (pode executar ambos os protocolos) e velocidades de até 400 MB/s em fibra e 100 MB/s em um único par de fios de cobre de par trançado. Desde então, esses dois sistemas foram substituídos por sistemas de desempenho ainda mais alto nos anos 2000.